# Фер, Конрад
Конрад Фер (нем. Konrad Fehr, 9 декабря 1910 — неизвестно) — швейцарский хоккеист (хоккей на траве), нападающий. Участник летних Олимпийских игр 1928 и 1936 годов.

## Биография
Конрад Фер родился 9 декабря 1910 года.
В 1928 году вошёл в состав сборной Швейцарии по хоккею на траве на летних Олимпийских играх в Амстердаме, поделившей 7-8-е места. Играл на позиции нападающего, провёл 3 матча, забил 1 мяч в ворота сборной Австрии.
В 1936 году вошёл в состав сборной Швейцарии по хоккею на траве на летних Олимпийских играх в Берлине, поделившей 7-9-е места. Играл на позиции нападающего, провёл 2 матча, мячей не забивал.
О дальнейшей жизни данных нет.